# Lâm mạo lá nguyên
Lâm mạo lá nguyên hay song mạo (danh pháp khoa học: Neoalsomitra clavigera) là một loài thực vật có hoa trong họ Cucurbitaceae. Loài này được Nathaniel Wallich mô tả khoa học đầu tiên năm 1831 dưới danh pháp Zanonia clavigera. Năm 1942, John Hutchinson chuyển nó sang chi Neoalsomitra.

## Phân bố
Loài dây leo này là bản địa khu vực nhiệt đới và cận nhiệt đới Nam Á, Đông Nam Á, miền nam Trung Quốc, Đài Loan tới các đảo tây nam Thái Bình Dương.